# Soga Ryōjin
Soga Ryōjin (曽我 量深) (5 août 1875-20 juin 1971) est un influent penseur de la tradition bouddhiste Jōdo Shinshū du Higashi Hongan-ji et président de l'université Ōtani.

## Biographie
Soga Ryōjin naît dans la ville de Niigata en 1875. Il entre à l'université Shinshū, plus tard appelée université Ōtani dont il est diplômé en 1901. Après l'obtention de son diplôme, il retourne à Niigata et devient le beau-fils adopté du prêtre du Jō'on-ji, temple bouddhiste situé à Mitsuke.
Soga Ryōjin reprend ses études à l'université Ōtani où il devient disciple de Kiyozawa Manshi (1863 - 1903) et membre de l'école Ōtani de la pensée bouddhiste. Il est professeur à l'Université Tōyō de 1916 à 1924 puis à l'université Ōtani pendant les 25 années qui suivent.
Soga Ryōjin développe une approche subjective et personnelle des études Jōdo Shinshu, en s'appuyant sur la pensée de Kiyozawa Manshi, qu'il résume dans les mots : « Nous ne croyons pas en Bouddha ou Dieu parce qu'ils existent réellement, ils existent parce que nous croyons en eux ». La pensée de Ryōjin sur le sujet exprimée dans son livre Nyorai hyōgen no hanchū to shiteno sanjinkan, publié en 1928, le met en forte contradiction avec son église. Il quitte son poste de professeur à l'Université Ōtani peu de temps après en avril 1930.
Il est toujours extrêmement prudent pour différencier la perspective Jōdo Shinshū de la doctrine « Terre Pure comme esprit seul » que l'on trouve dans certaines écoles de la Terre pure et zen
« Ceux qui croient en « l'auto-pouvoir se vantent fièrement : « Je suis Tathāgata! » Ceux des autres sectes de la Terre Pure déplorent vainement cette vie, disant : « Le Tathâgata est le Tathāgata. Nous [adeptes du Jōdo Shinshū] sommes surpris par le sens énigmatique du « Tathâgata, c'est moi ». En même temps, nous sommes conscients que, finalement, « je suis moi et pas Tathâgata ».
Après avoir quitté Ōtani, Soga Ryōjin fonde le Koho Gakuen à Kyoto avec son ami, l'érudit Kaneko Daiei (1881 - 1976). Soga retourne comme professeur à l'université Ōtani en 1941. Il occupe le poste de 17e président de l'université de 1961 à 1967 et meurt le 20 juin 1971,.

## Ouvrages traduits en anglais
- The Core of Shinshu
- Storage consciousness